# Trần Quán Lâm
Trần Quán Lâm (tiếng Trung: 陳冠霖, tiếng Anh: Norman Chan Kun-Lam; sinh ngày 26 tháng 4 năm 1973) là một nam diễn viên kiêm ca sĩ người Đài Loan. Năm 2007 anh thủ vai Mã Văn Tài trong bộ phim Lương Sơn Bá – Chúc Anh Đài 2007 được nhiều khán giả Hoa ngữ ấn tượng và đặt cho anh biệt hiệu Mã Văn Tài đẹp nhất màn ảnh.

## Phim và Chương trình truyền hình

### Truyền hình Đài Loan
| Năm  | Kênh truyền hình       | Tiêu đề phim                                   | Vai diễn                              |
| ---- | ---------------------- | ---------------------------------------------- | ------------------------------------- |
| 1993 | Công thị               | Ngã môn giá nhất ban                           | Lưu Diệu Minh                         |
| 1998 | Formosa TV             | Kịch trường tác gia Đài Loan - Tại Thất Nam    | Á Thành (Nhãn Cảnh Tử)                |
| 1998 | Công thị               | Dã hài tử                                      | Tiểu Mã                               |
| 1999 | Trung thị              | Quân tử lan hoa                                | Lâm Hoằng Vĩ                          |
| 1999 | Formosa TV             | Trạng nguyên thân gia                          | Từ Đức Nghĩa                          |
| 1999 | Formosa TV             | Phú quý tại thiên                              | Huỳnh Chí Thanh                       |
| 1999 | Formosa TV             | Nhất chi thảo nhất điểm lộ                     | Hứa Minh Phong (Giang Chính)          |
| 2000 | Đài thị                | Thượng thác lâu thuê thụy thác sàn             | Hứa Dân An                            |
| 2000 | Formosa TV             | Đại cước a ma                                  | Lâm Vĩ Thuận                          |
| 2000 | Formosa TV             | Lương Sơn Bá – Chúc Anh Đài: Thất thế phu nhân | 1 trong 8 người anh của Chúc Anh Đài  |
| 2000 | Đông thị               | Tinh nguyện                                    |                                       |
| 2000 | SET Taiwan             | Phán Nguyễn Quá nhất sinh                      | Lâm Chánh Tín                         |
| 2001 | Trung thị              | Lữ nhân đích cố sự                             |                                       |
| 2001 | Trung thị              | Đa tang dữ hồng mai khôi                       | Lý Phùng Xuân                         |
| 2001 | SET Taiwan             | Đài Loan á thành                               | Bạch Cẩm Minh                         |
| 2002 | SET Taiwan             | Biệt đội tia chớp                              | Vương Vĩnh Thanh / Vương Á Thổ        |
| 2002 | Đài truyền hình Đại Ái | Đan dực khánh hàng cơ                          |                                       |
| 2003 | Đài thị                | Thiếu niên sử Diễm Văn                         | Phiên Vân Ma Quân                     |
| 2003 | SET Taiwan             | Vòng xoáy đam mê                               | Dương Chí Phong                       |
| 2004 | Trung thị              | Phong vân II                                   | Đoạn Lãng                             |
| 2004 | Hakka TV               | Thủy sắc gia nam                               | Bát điền dữ nhát                      |
| 2004 | Đài bát đại đệ nhất    | Chân ái vô hối                                 | Cao Anh Kiệt                          |
| 2005 | Hoa thị                | Sinh mệnh đích thái dương                      | A Hổ                                  |
| 2005 | Hoa thị                | Cựu tình miên miên                             | Uông Văn Quảng (Trần Tín Hoành)       |
| 2005 | Formosa TV             | Mỹ lệ nhân sinh                                | Lý Chấn Hoa                           |
| 2006 | Hoa thị                | Thiên trường địa cửu                           | Trương Mậu Tùng                       |
| 2006 | Formosa TV             | Hắc miêu đại lữ xã                             | Trương Chí Long                       |
| 2006 | Kênh Vệ thị Trung văn  | Kinh dị truyền kỳ: Tác gia đích bút            | Nhà văn Trịnh Văn Tư                  |
| 2008 | SET Taiwan             | Khát vọng đỉnh cao                             | Hà Á Luân                             |
| 2009 | SET Taiwan             | Tấm lòng cha mẹ                                | Lý Văn Long / Chung Thế Khánh         |
| 2010 | SET Taiwan             | Gia đình sóng gió                              | Trần Gia Bảo (A Hải) / Phương Tiểu Tổ |
| 2011 | CCTV / Trung thị       | Hữu kiến á lang                                | Bạch Kiến Hùng                        |
| 2011 | SET Taiwan             | Tay trong tay                                  | Mã Lập Thăng                          |
| 2012 | SET Taiwan             | Con tim lạc lối                                | Trần Anh Kỳ / Hứa Thiếu Cường         |
| 2013 | SET Taiwan             | Thế gian tình                                  | Kha Triển Hoằng                       |
| 2015 | SET Taiwan             | Trân châu nhân sinh                            | Lâm Gia Hòa                           |
| 2015 | SET Taiwan             | Hương vị cuộc sống                             | Lý Gia Lượng / Gia Cát Dự (lão K)     |
| 2017 | SET Taiwan             | Người một nhà                                  | Hồng Chí Dũng                         |
| 2018 | SET Taiwan             | Tiếng pháo vu quy                              | Lâm Chí Minh / Lưu Thiêm Đinh         |
| 2022 | SET Taiwan             | Nhất gia đoàn viên                             | Diệp Chí Thành                        |

### Điện ảnh
| Năm  | Tiêu đề phim        | Vai diễn            |
| ---- | ------------------- | ------------------- |
| 2001 | Giang hồ long nữ    | người chủ trại ngựa |
| 2017 | Phượng hoàng truyện | Phù Kiên            |